# CHINITA
CHINITA（チニタ）は、日本のフュージョンバンド・DIMENSIONのキーボーディストである小野塚晃の1枚目のアルバムである。

## 解説
- 小野塚による記念すべきソロ・デビュー作品。アルバムタイトルについては「夢」をアイヌ語で訳したものであり、7曲目のアルバムタイトル曲の括弧内はその言葉を英訳したものになっている。
- 8曲目の「薫風」は1993年1月に発売されたDIMENSIONのアルバム『FIRST DIMENSION』に収録されていたものをリテイクしたものである。

## 曲目
1. Early Summer
2. 2 Step Swing
3. Why Did You Go?
4. 霧の八幡平
5. 物知りバード
6. 蒼々
7. CHINITA (dreams)
8. 薫風
9. Slower Traffic

## レコーディング・ミュージシャン
- 小野塚晃 - キーボード、ピアノ
- 納浩一 - ベース
- 鶴谷智生 - ドラム